# Greigia aristeguietae
Greigia aristeguietae är en gräsväxtart som beskrevs av Lyman Bradford Smith. Greigia aristeguietae ingår i släktet Greigia och familjen Bromeliaceae. Inga underarter finns listade i Catalogue of Life.